# Côtes-du-vivarais
Un côtes-du-vivarais est un vin français tranquille du sud-est du Massif Central, à cheval sur les départements de l'Ardèche et du Gard, et qui bénéficie d'une appellation d'origine contrôlée (AOC) depuis 1999 .

## Histoire

### Antiquité et Moyen Âge
Les vins du Vivarais dans le sud-est du Massif central ont une origine assez ancienne qui remonte à l'époque romaine mais son implantation s'est réellement développée au Moyen Âge. Les chemins muletiers, dès le Moyen Âge et jusqu'à la fin du XIXe siècle, ont été utilisés pour monter le vin du bas-Vivarais vers les contrées du Gévaudan, de la Lozère et même vers les plateaux auvergnats (Le Puy). En retour, ils servaient à descendre du fourrage, de la viande, des céréales, etc. Ces axes est-ouest raccordant le Velay et le Gévaudan à la vallée du Rhône.
Il est à souligner que les chemins carrossables ou rouliers ne desservaient que le pied des montagnes. Pour traverser celles-ci s'imposait le portage à dos d'hommes ou de mulets. Seuls ces derniers pouvaient acheminer des charges lourdes pendant de longues heures et sur de longues distances.
Se substituant aux drailles, les chemins utilisés étaient parfois pavés (camin ferra, chemin ferré) et parfois taillés dans le roc. Pour économiser sur la construction de ponts, ils évitaient au maximum les vallées et couraient sur les crêtes. Ils ne desservant donc que peu de villages ou de hameaux. Leur entretien était donc très aléatoire, et la remise en état incombait aux utilisateurs et se faisait à prix d'argent.

### Époque moderne

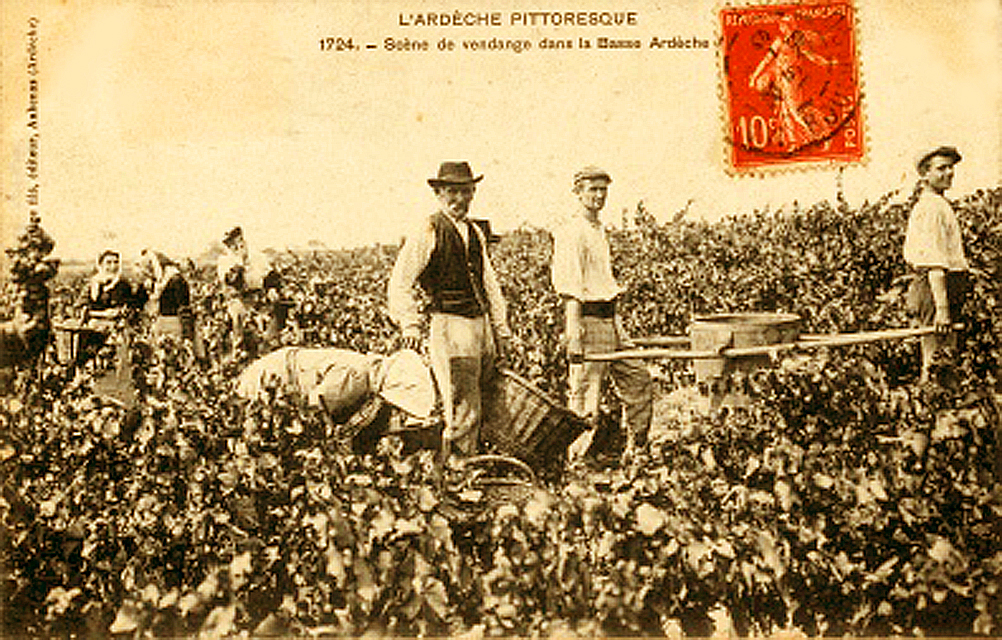
Vendange dans le Vivarais en 1908.

Albin Mazon, dans son ouvrage Les muletiers de Vivarais et du Gévaudan indiquait, en 1888 : « Les dernières routes muletières, par lesquelles montait le vin du Bas-Vivarais et descendaient les céréales des hauts plateaux, étaient au nombre de cinq. La plus méridionale partait des Vans et, par le Folclierand, la Rousse, Villefort et le Bleymard, arrivait à Mende. Une autre partait de Payzac et, par la Croix-de-Fer, aboutissait à Peyre, où elle se confondait avec une troisième voie venant de Joyeuse. De Peyre, la voie continuait vers Saint-Laurent-les-Bains, où l'on a trouvé la trace de thermes romains, et vers le col de la Felgère, qui est à deux pas de l'Allier et de l'antique voie Regordane. Les deux voies restantes partaient de Largentière et se dirigeaient vers le Puy : la première par Tauriers, Valgorge et Loubaresse, et la seconde par Prunet, la Souche et la Croix-de-Bauzon. Elles se rejoignaient au Bès, et de là on continuait par Saint-Elienne-de-Lugdarès, Champlonge, la Verrerie, la Chavade, la Narce, Peyrabeille, Pradelles, la Sauvetat et l'oratoire de Tareyres. C'était la grande strade publique dont le baron de Monllaur faisait hommage à l'évéque du Puy en 1295. ».  

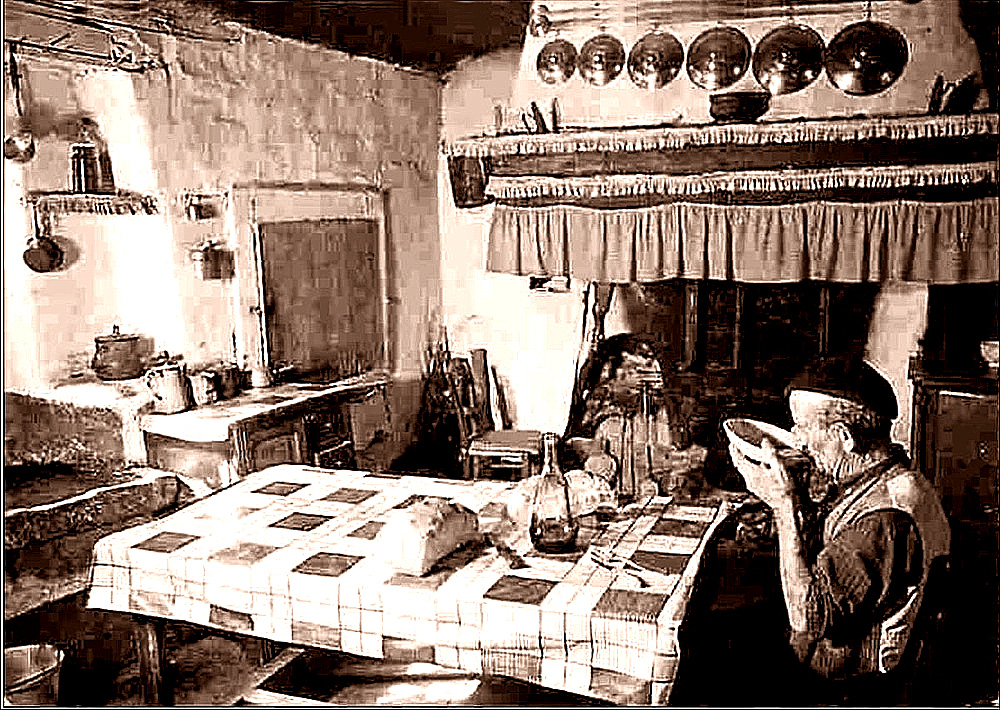
Chabrot en Vivarais.

Ces chemins muletiers été supplantés par les deux grandes routes à roulage qui empruntaient la côte de Mayres, pour l'une, et la côte de la Rousse, pour l'autre. Elles furent utilisées jusqu'à la construction des chemins de fer et périclitèrent car non rentables. 
Les vins du Vivarais, pendant longtemps ne furent que de petite qualité et servaient au coupage des vins du Midi : la production assez abondante était vendue en vrac aux grossistes ou consommée localement (« l'horrible piquette » dont parle Jean Ferrat). Les cépages nombreux et rustiques résistant bien aux maladies  et au gel étaient alors économiques à produire.

### Époque contemporaine

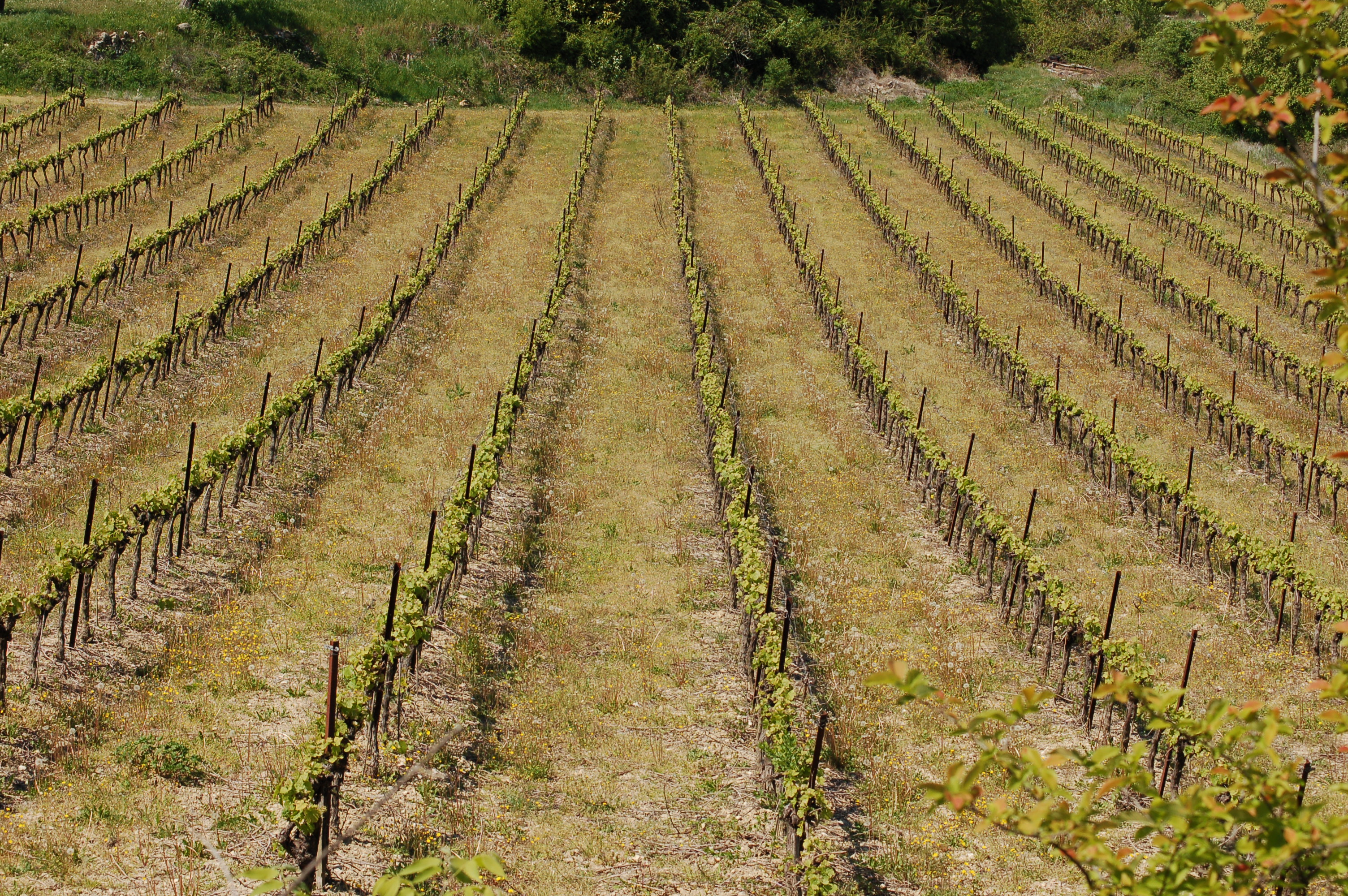
Jeune vignoble des côtes-du-vivarais.

Dès la fin des années 1950 des vignerons ardéchois choisissent une politique nouvelle de production de qualité en implantant des cépages nobles et obtiennent le 8 août 1962 une appellation de vin de qualité supérieure (VDQS). Le débouché nouveau que constitue le tourisme qui se développe à l'époque en Ardèche et les incitations à la restructuration vinicole comme le « plan Chirac » de 1972 et les aides de la Communauté européenne vont permettre la transformation du vignoble du Vivarais et son amélioration qui justifieront le classement en AOC en 1999.

## Situation géographique

### Orographie

Région de la basse Ardèche couvrant une partie des côtes-du-vivarais.

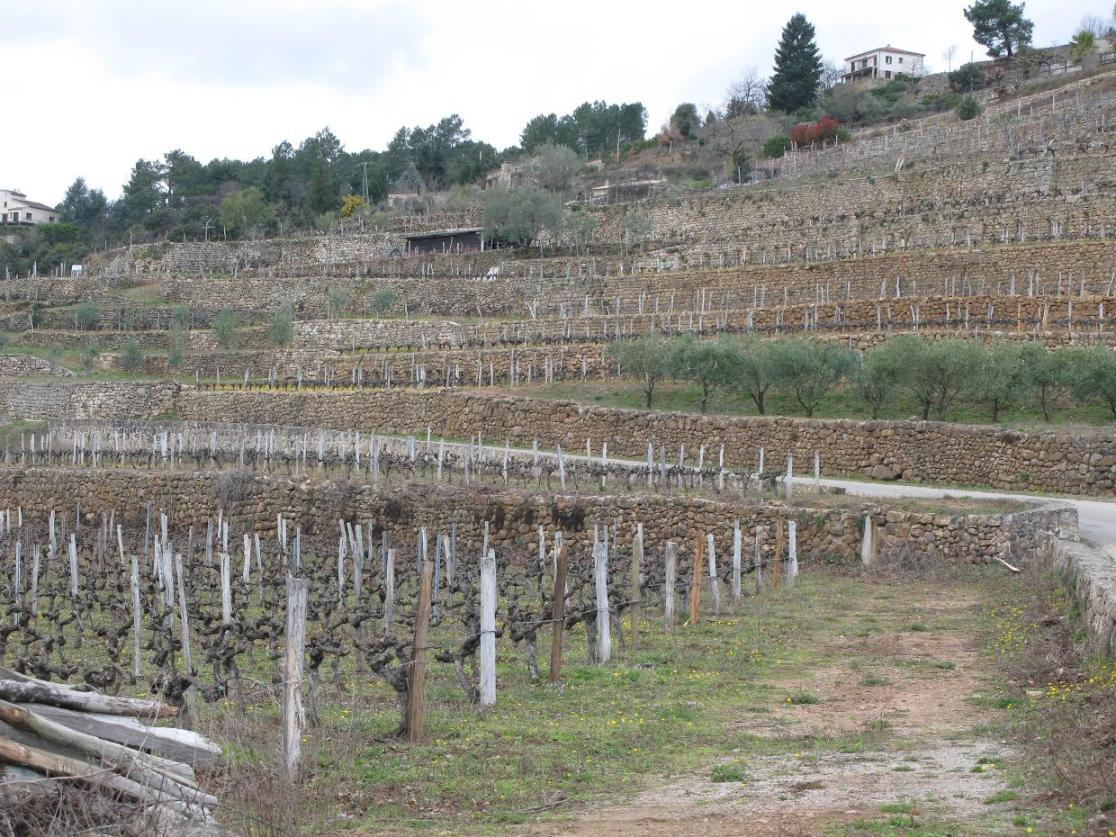
Le vignoble en terrasse de Ribes.

L'altitude est faible mais cependant variée. Les plateaux calcaires urgoniens ont assez fortement résisté à l'érosion tandis que les bandes de marnes, où s'étalent les champs de vigne ou d'arbres fruitiers, ont été déblayées par les eaux. La rivière Ardèche se développe jusqu'au Rhône, suivant une pente générale Sud-Est. Cette région présente des dépressions mollement ondulées au profil aigu. Le bassin de l'Ardèche y creuse des gorges spectaculaires. Les eaux souterraines sont nombreuses, caractéristiques des milieux karstiques: l'Aven d'Orgnac, grotte de Saint-Marcel. Les collines et plateaux (Dent de Rez 719m, plateau de Gras/Saint-Remèze ou Bois de Ronze 300 ou 400m) se rattachent géomorphologiquement aux Grands Causses.

### Géologie
L'essentiel du domaine de l'appellation se trouve sur le plateau des Gras, formé d'une dalle de calcaire très dure (urgonien) sur laquelle seuls des îlots d'argiles de décalcification permettent la culture. D'autres substrats sont rencontrés localement, notamment des grès siliceux sur les contreforts des Cévennes (Vinezac), ainsi que des alluvions dans la vallée du Rhône (Saint-Montan).

### Climatologie
Ce terroir viticole est caractérisée par un climat chaud et sec méditerranéen. Les températures sont douces en hiver (+3 °C à +4 °C en janvier). Les vents du Nord-Est sont dominants mais ceux du Sud (vent du midi) et de l'ouest, chargés d'humidité, amènent des précipitations réparties sur un petit nombre de jours. C'est le pays de la vigne, de la garrigue, des céréales, avec quelques plantations fruitières.
Le climat de ce terroir est soumis à un rythme à quatre temps : deux saisons sèches (une brève en hiver, une très longue et accentuée en été), deux saisons pluvieuses, en automne (pluies abondantes et brutales) et au printemps. Les traits méditerranéens dominent nettement : été chaud, avec de longues périodes sèches, interrompues par des manifestations orageuses parfois violentes ; automne marqué par des épisodes de pluies abondantes appelés épisodes cévenols, dont le risque principal s’étend de début septembre à mi-décembre avec un maximum en octobre ; hiver en général assez sec et doux car protégé par des hautes pressions assez souvent présentes en Méditerranée et par les reliefs du Massif central à l’ouest, avec très peu de neige (mais lorsqu'elle tombe, c'est souvent sous forme de neige abondante, collante et dense qui n'en devient que plus dangereuse), printemps assez bien arrosé, surtout en avril. La durée d'insolation annuelle avoisine les 2600 heures. Le vent du nord (mistral) peut être violent, principalement en vallée du Rhône, et occasionne des abaissements de température soudains et durables. La moyenne pluviométrique annuelle se situe autour de 900 mm (854 mm à Bourg Saint-Andéol).

## Vignoble

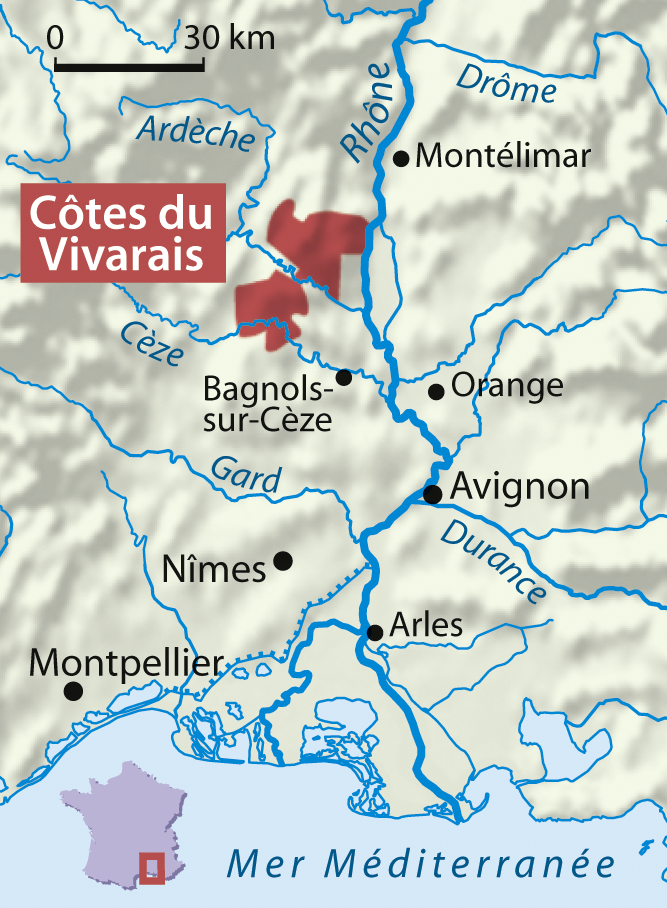
Situation géographique de l'AOC côtes-du-vivarais.

### Présentation
L'appellation d'origine contrôlée "AOC côtes-du-vivarais" a été reconnue par le décret du 23 septembre 1999 par 14 communes de l'Ardèche et du Gard, de part et d'autre des gorges de la rivière Ardèche et représente une surface de 750 hectares. Le premier cahier des charges a suivi de peu la création de l'appellation.
Le dernier cahier des charges de l'appellation date de 2011 (décret du 22 septembre 2011  et cahier des charges déposé sur le site du Ministère de l'Agriculture ).

### Aire de l'appellation

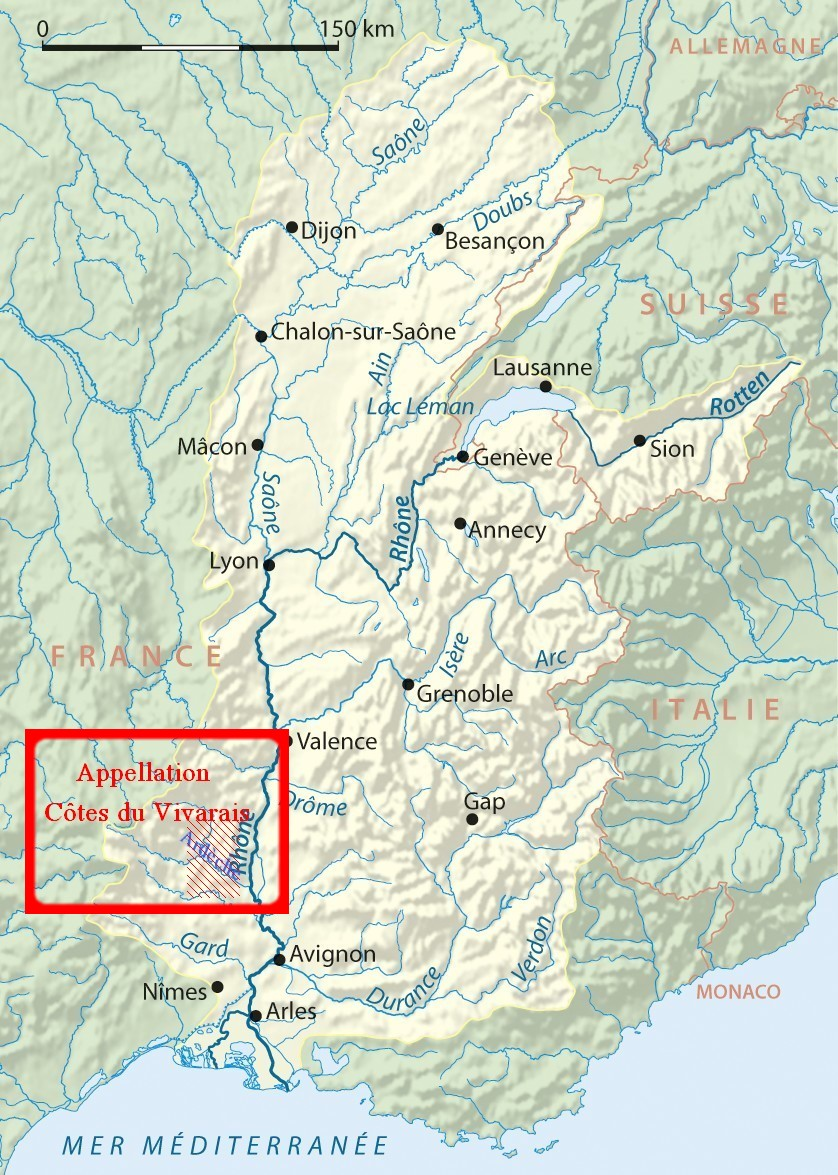
Les côtes-du-vivarais, vignoble de la vallée du Rhône.

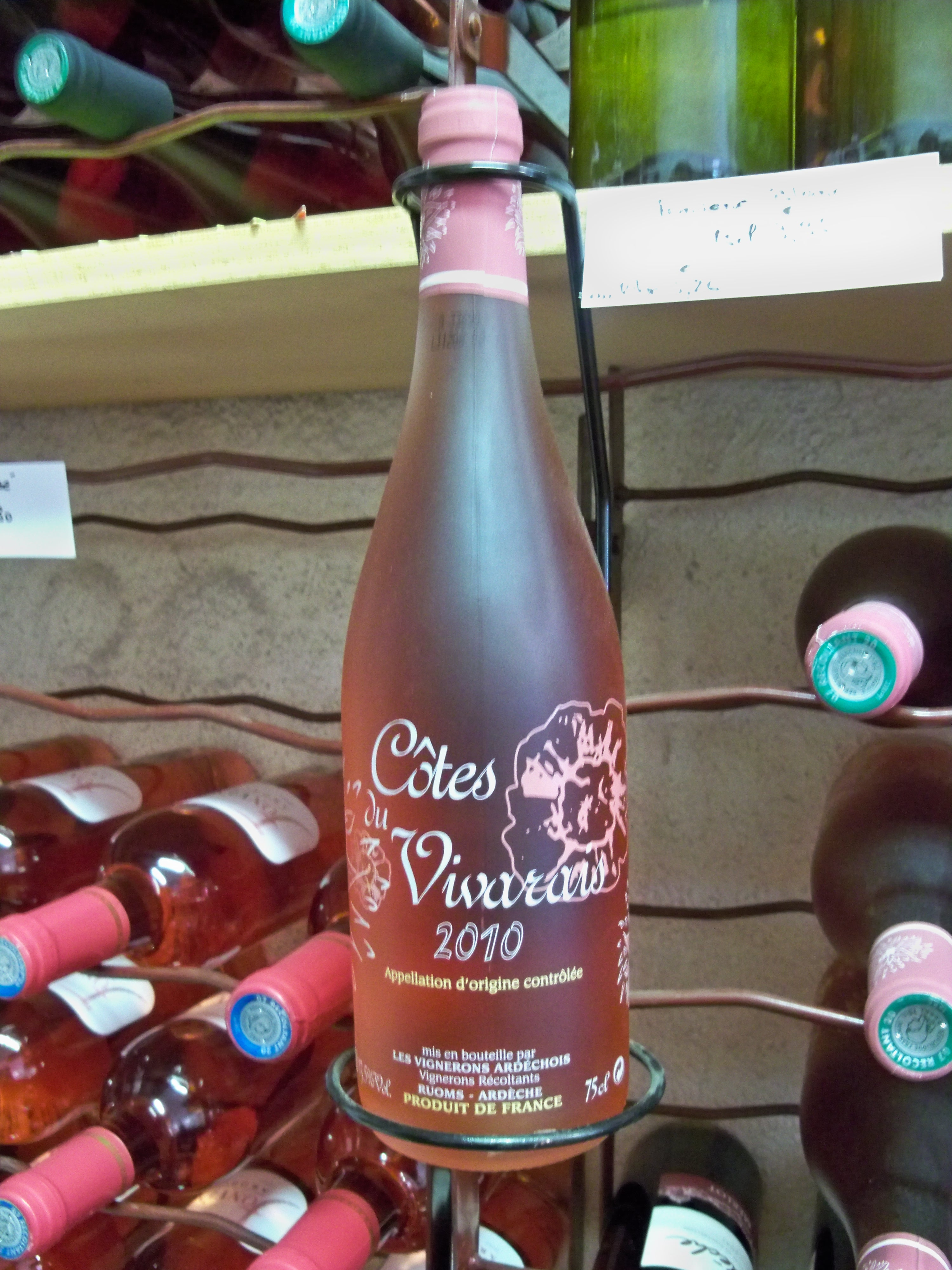
AOC côtes-du-vivarais rosé.

- 9 communes dans le département de l'Ardèche : 
  - Bidon,
  - Gras,
  - Labastide-de-Virac,
  - Lagorce,
  - Larnas,
  - Orgnac-l'Aven,
  - Saint-Montan,
  - Saint-Remèze,
  - Vinezac
- 5 communes dans le département du Gard : 
  - Barjac,
  - Le Garn,
  - Issirac,
  - Montclus,
  - Saint-Privat-de-Champclos

voir carte générale

### Cépages autorisés
- Vins rouges et rosés :
  - cépages principaux : grenache N (au moins 30 % en rouge, 60-80 % en rosé) et syrah N (au moins 40 % en rouge)
  - cépages accessoires : cinsaut N, marselan N
- Vins blancs :
  - cépage principal : grenache blanc B (au moins 50 %)
  - cépages complémentaires (au moins 30 %) : clairette B, marsanne B
  - cépages accessoires (au plus 20 %) : viognier B, roussanne B

### Terroir et vins

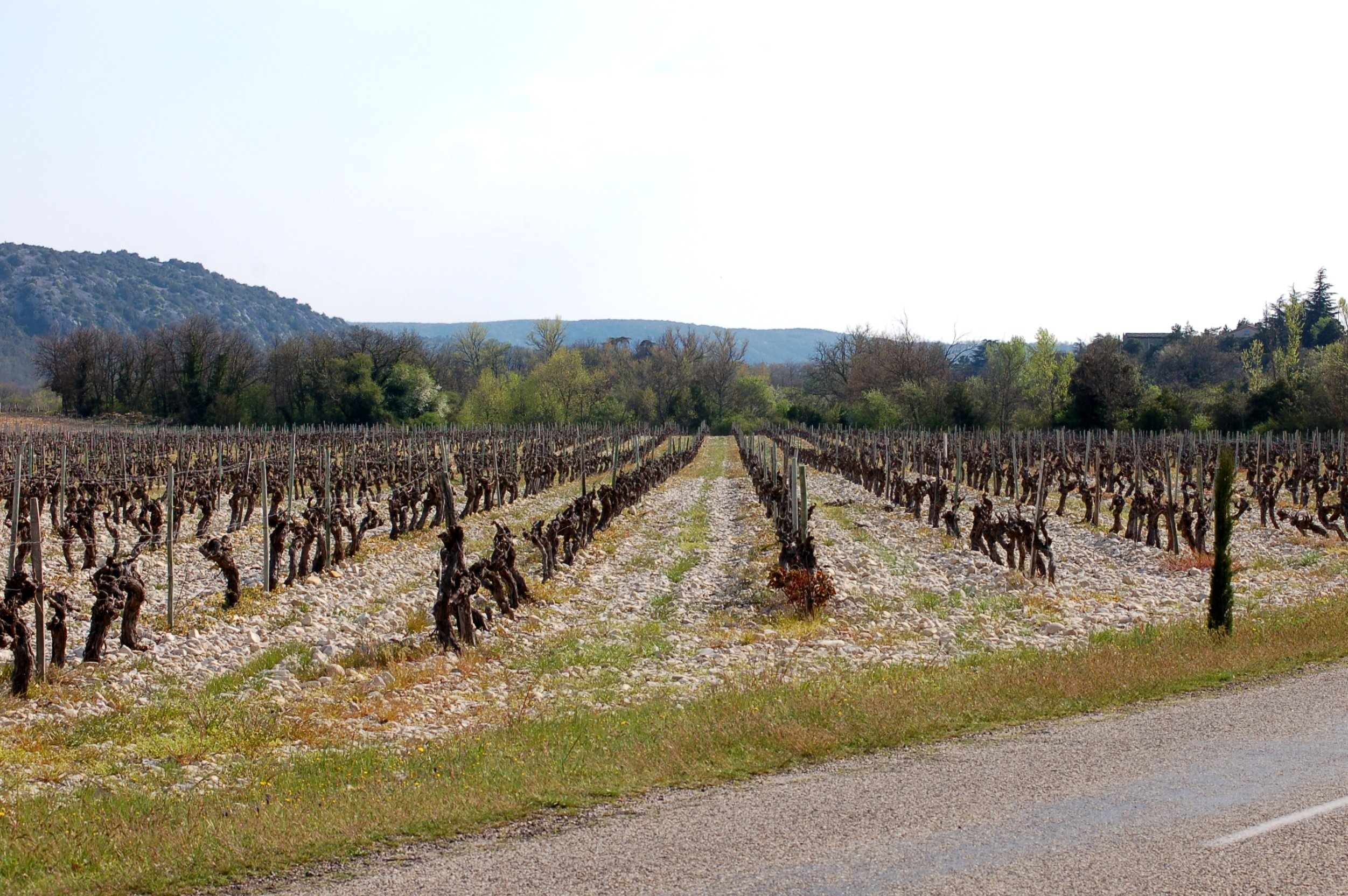
Terroir calcaire des côtes-du-vivarais.

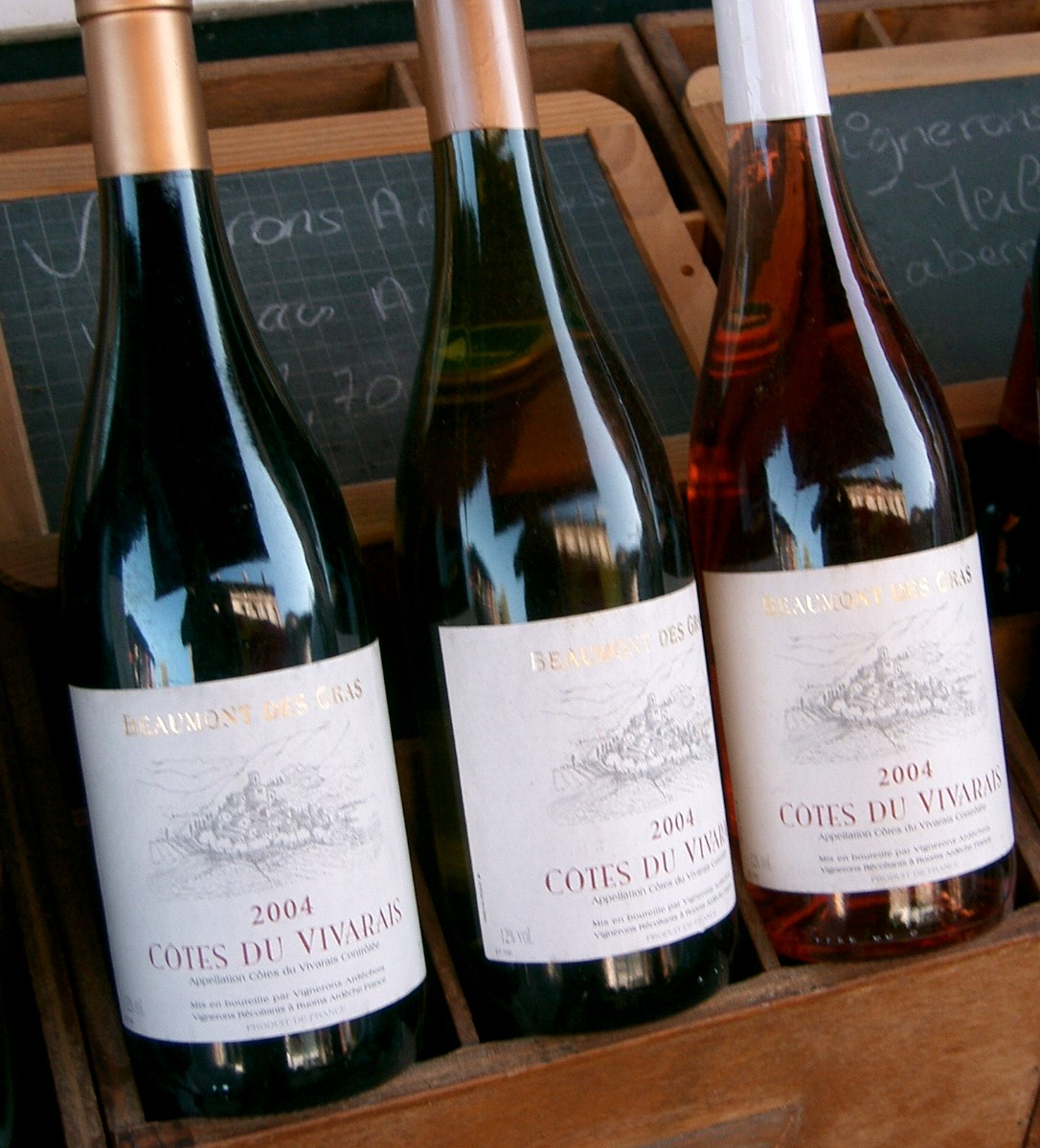
Bouteilles de l'AOC côtes-du-vivarais.

La région bénéficie d'un fort ensoleillement et les sols sont calcaires  : ils sont constitués majoritairement par les coteaux pierreux du plateau des Gras à proximité de l'Ardèche, pays des avens karstiques, et dans une moindre mesure par les terrasses de galets  qui dominent la vallée du Rhône (Saint-Montan) et la vallée de l’Ibie (Lagorce).  
La production approche 15 000 hectolitres par an pour une surface d'environ 540 hectares (en 2008). Il s'agit surtout de vins rouges (50 %) et de rosés (44 %). La production de vins blancs est quant à elle marginale (6 %) .

### Les millésimes
Ils correspondent à ceux du vignoble de la vallée du Rhône. Ils sont notés : année exceptionnelle , grande année , bonne année ***, année moyenne **, année médiocre *.
| Caractéristiques | Article de qualité | ***                | ***                | Bon article        | Article de qualité | Bon article        | Bon article        | ***                | Bon article | Bon article        |
| Millésimes 1990 | 1999               | 1998               | 1997               | 1996               | 1995               | 1994               | 1993               | 1992               | 1991        | 1990               |
| Caractéristiques | ***                | ***                | **                 | ***                | Bon article        | **                 | **                 | **                 | ***         | Article de qualité |
| Millésimes 1980 | 1989               | 1988               | 1987               | 1986               | 1985               | 1984               | 1983               | 1982               | 1981        | 1980               |
| Caractéristiques | Article de qualité | Article de qualité | Bon article        | ***                | Article de qualité | **                 | Bon article        | ***                | Bon article | Article de qualité |
| Millésimes 1970 | 1979               | 1978               | 1977               | 1976               | 1975               | 1974               | 1973               | 19722              | 1971        | 1970               |
| Caractéristiques | Bon article        | Article de qualité | Bon article        | **                 | ***                | Bon article        | ***                | **                 | **          | Article de qualité |
| Millésimes 1960 | 1969               | 1968               | 1967               | 1966               | 1965               | 1964               | 1963               | 1962               | 1961        | 1960               |
| Caractéristiques | **                 | *                  | Article de qualité | Article de qualité | ***                | ***                | **                 | **                 | ***         | Article de qualité |
| Millésimes 1950 | 1959               | 1958               | 1957               | 1956               | 1955               | 1954               | 1953               | 1952               | 1951        | 1950               |
| Caractéristiques | Bon article        | Bon article        | Article de qualité | Bon article        | Bon article        | ***                | Bon article        | Article de qualité | **          | Article de qualité |
| Millésimes 1940 | 1949               | 1948               | 1947               | 1946               | 1945               | 1944               | 1943               | 1942               | 1941        | 1940               |
| Caractéristiques | Article de qualité | Article de qualité | Article de qualité | Bon article        | Article de qualité | **                 | Article de qualité | Bon article        | **          | **                 |
| Millésimes 1930 | 1939               | 1938               | 1937               | 1936               | 1935               | 1934               | 1933               | 1932               | 1931        | 1930               |
| Caractéristiques | *                  | Bon article        | Bon article        | ***                | **                 | Article de qualité | Article de qualité | **                 | **          | **                 |
| Millésimes 1920 | 1929               | 1928               | 1927               | 1926               | 1925               | 1924               | 1923               | 1922               | 1921        | 1920               |
| Caractéristiques | Article de qualité | Article de qualité | **                 | Bon article        | **                 | Bon article        | Bon article        | **                 | Bon article | Bon article        |
| Sources : Yves Renouil (sous la direction), Dictionnaire du vin, Éd. Féret et fils, Bordeaux, 1962 ; Alexis Lichine, Encyclopédie des vins et alcools de tous les pays, Éd. Robert Laffont-Bouquins, Paris, 1984, Les millésimes de la vallée du Rhône & Les grands millésimes de la vallée du Rhône |                    |                    |                    |                    |                    |                    |                    |                    |             |                    |

Soit sur 90 ans, 24 années exceptionnelles, 26 grandes années, 16 bonnes années, 22 années moyennes et 2 années médiocres.

### Structure des exploitations

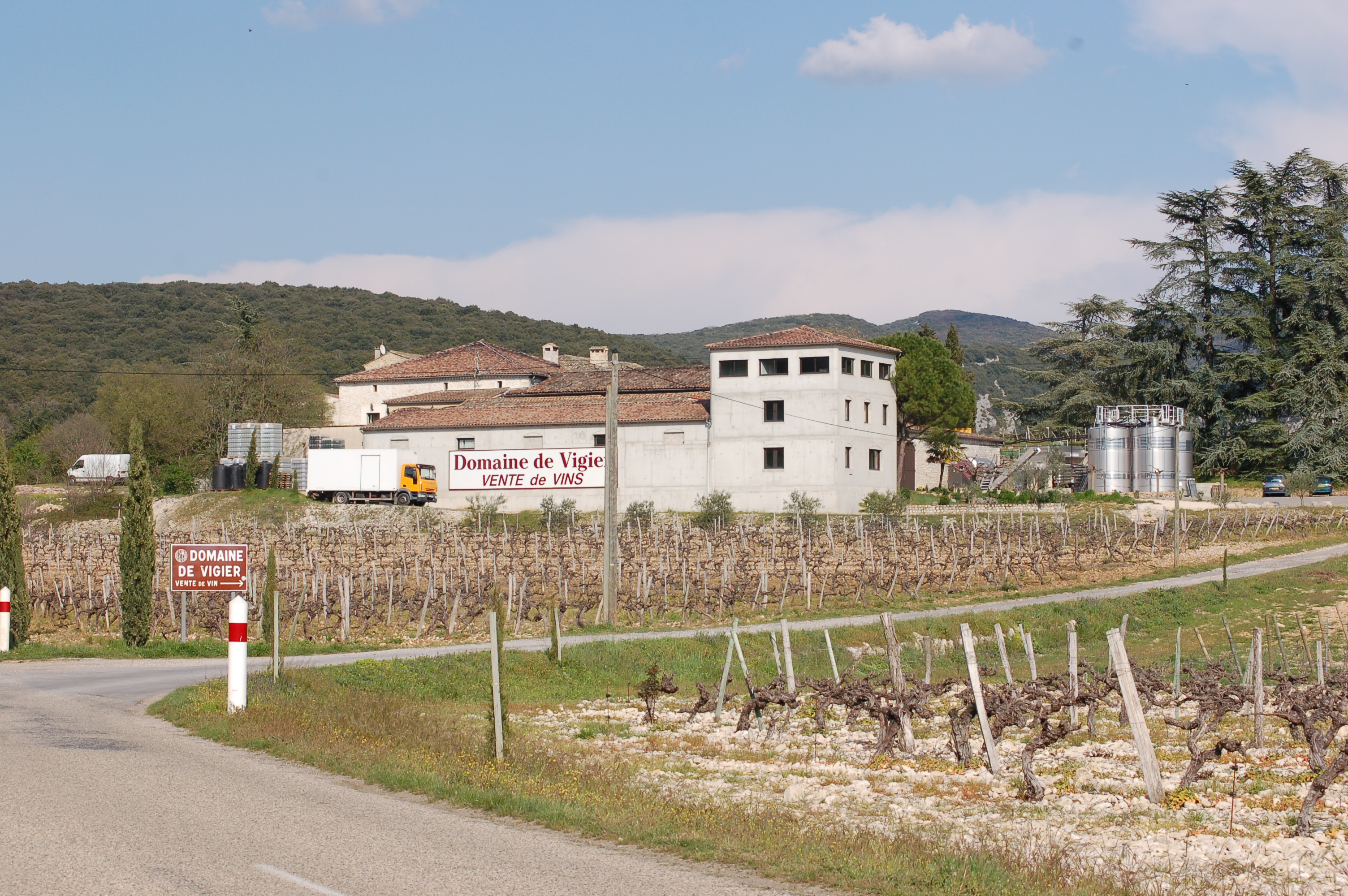
Domaine de Vigier à Lagorce.

La production est d'environ 15 000 hectolitres sur 700 hectares. Elle est assurée très majoritairement par de petites exploitations (10-15 hectares)  regroupées en caves coopératives qui vinifient et commercialisent plus de 80 % des côtes-du-vivarais. Il y a 23 caves coopératives et 70 caves indépendantes.

### Commercialisation
La consommation se fait surtout dans l'aire régionale mais aussi par les touristes qui apprécient ces vins expressifs au coût modéré. La diffusion reste plus limitée sur le plan national mais l'exportation commence vers les pays européens proches. Chaque année, 20 millions de bouteilles sont commercialisées, dont la moitié à l'export.

### Types de vins et gastronomie
Les vins rouges présentent selon les terroirs et les vinifications des variations de robe (rouge soutenu, rouge violet) et d'arômes. Les rosés ont pour leur part une robe soutenue. Les "côtes-du-vivarais" constituent des vins assez charpentés qui expriment la minéralité rocailleuse des sols et les vins rouges s'associent bien avec le gibier ou les viandes rouges et les magrets de canard alors que les rosés se marient agréablement avec la cuisine méridionale.
Le côtes-du-vivarais blanc, très souvent élaboré sur la base d'un assemblage de roussanne et de marsanne, s'accorde parfaitement avec les poissons et les fromages. Il accompagne, en entrée, les soufflés au fromage, les mousses ou les tartares à base de fruits de mer, les soupes de poissons ; en plat principal, les volailles, les viandes blanches ou les mets à base de pommes de terre (bombine) et de salaisons ardéchoises ; les fromages comme la féta, le picodon local (Ardèche ou Drôme), le gouda et tous les chèvres ; les desserts comme les mousses de marron, les crèmes et les glaces tout parfum et les beignets.